# Brandspuithuisjes in Leiden

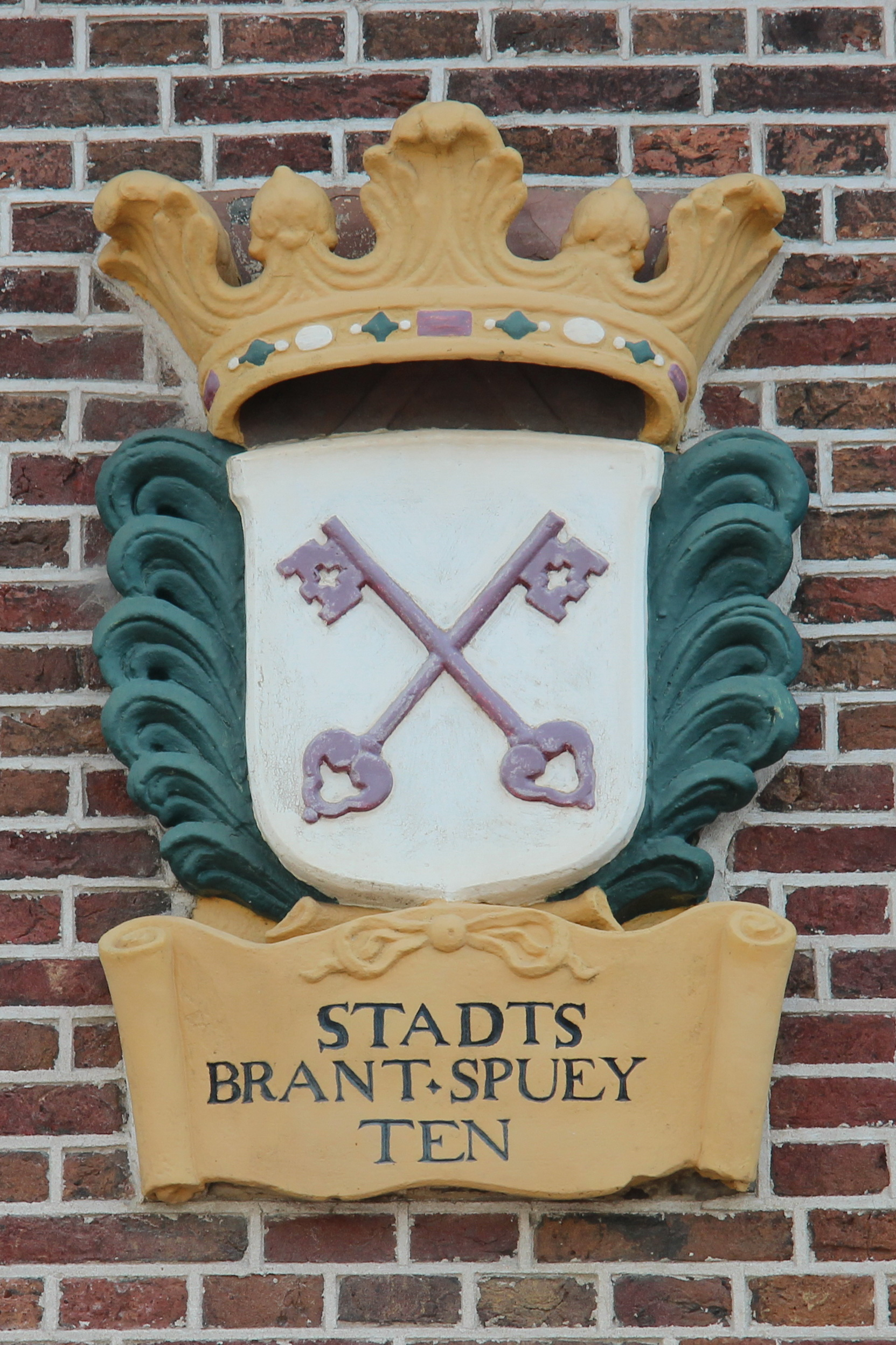
Opschrift op het brandspuithuisje aan de Vrouwenkerksteeg

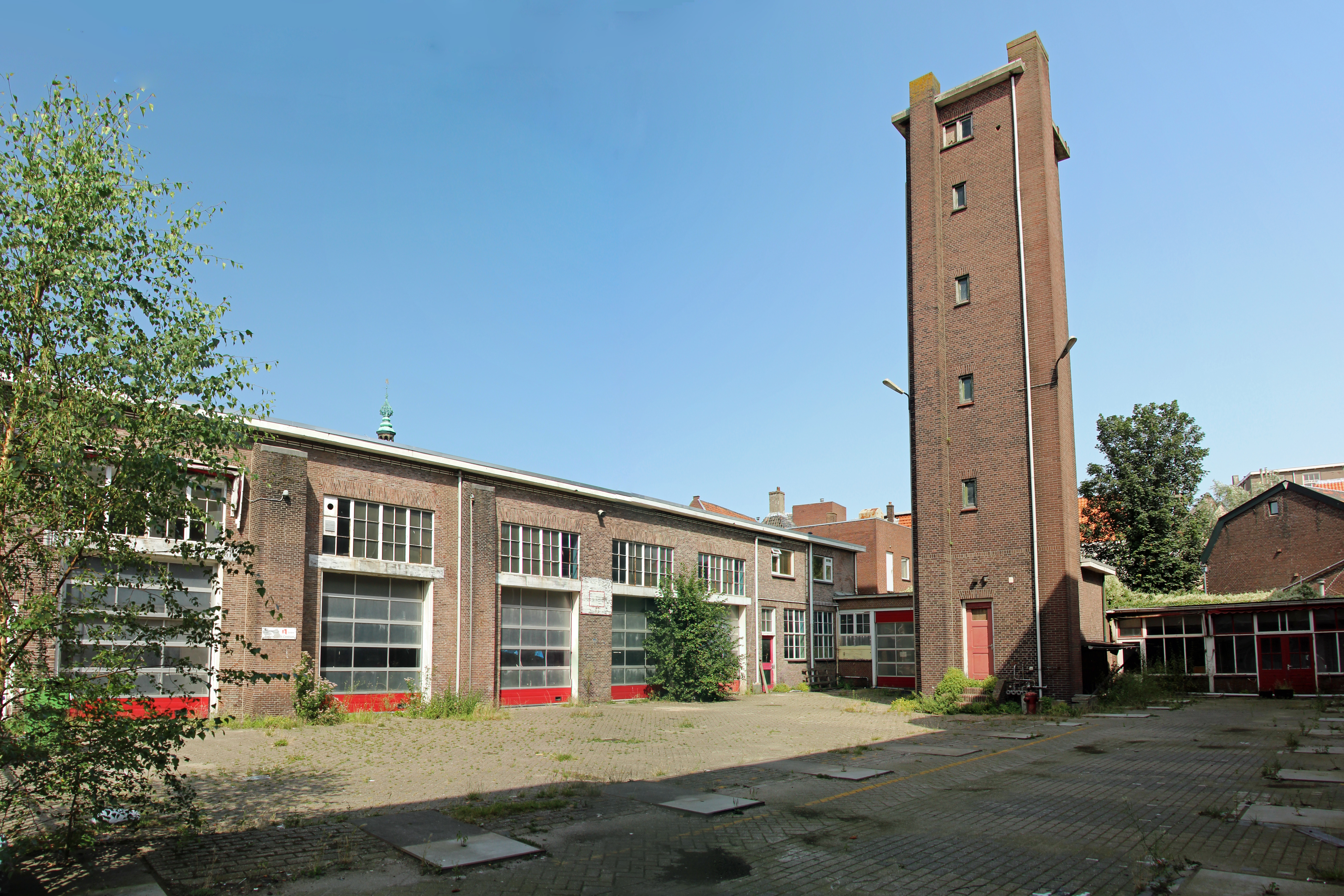
De voormalige brandweerkazerne aan de Langebrug 56 Leiden is gesloopt ten gunste van de bouw van studentenhuisvesting. De nog bestaande (overgebleven) gevel van de Petruskerk aan de Langebrug is behouden gebleven en gaan dienen als entree van het nieuwe gebouw. Ook de slangentoren bleef behouden.

De brandspuithuisjes in de binnenstad van de Nederlandse stad Leiden waren onderdeel van een systeem van brandbestrijding dat tot de instelling van de centrale brandweerorganisatie was gebaseerd op de belegging van de verantwoordelijkheid voor de brandbestrijding bij de afzonderlijke wijken. De daarvoor benodigde hulpmiddelen, zoals de handbediende brandspuiten, emmers, ladders en haken, waren in elke buurt opgeborgen in een zogenaamd brandspuithuisje. Veel van die brandspuithuisjes zijn na hun buitengebruikstelling gesloopt. Enkele hebben een andere bestemming gekregen en zijn nog aanwezig.

## Geschiedenis
Leiden was vanaf de verkrijging van haar stadsrechten (in de 13e eeuw) verdeeld in administratieve wijken, die hoofdmanschappen of bonnen werden genoemd. Aanvankelijk waren het er vier, maar met de groei van de stad groeide dit aantal tot zevenentwintig na de stadsvergroting van 1659. Een belangrijke taak van de bonnen was de organisatie van de brandpreventie en ‑brandbestrijding. Oorspronkelijk was die brandbestrijding een vrijwel onmogelijke opgave, want hulpmiddelen ontbraken. Pas aan het eind van de 14e eeuw kwamen er (leren) brandemmers beschikbaar, die al snel overal in gebruik werden genomen. Door het gemeentebestuur werd voorgeschreven hoeveel brandweermateriaal als emmers, haken en ladders per wijk aanwezig moest zijn.
De brandbestrijding bleef weinig effectief totdat in 1614 de brandspuit werd uitgevonden door Pauwel Auleander. In eerste instantie bestond zo'n brandpomp uit een met emmers te vullen waterbak, waaruit het water met een handbediende pomp van dichtbij op het vuur werd gericht. In 1672 kwamen Jan van der Heyden en zijn broer Nicolaas met een belangrijke verbetering: zij voegden een (leren) slang toe tussen de pomp en de straalpijp. Daardoor kon de pomp op een wat veiliger afstand van de brand opgesteld worden. Met behulp van een extra pomp kon het benodigde water ook rechtstreeks uit de gracht in de bak gepompt worden, zodat emmertjes niet meer nodig waren. Voor de opslag van de handpompen werden alle buurten voorzien van een brandspuithuisje.
Pas bij een ernstige brand ging men ook in een andere buurt blussen. In Leiden vormde de brandploeg van het weeshuis een uitzondering op die regel. In 1796 kreeg het weeshuis namelijk een eigen brandspuit toegewezen, die bediend werd door weeskinderen onder leiding van een vijftal brandmeesters. Deze ploeg mocht direct overal tegen brand optreden.
Vanaf 1866 kwam de stoomspuit in gebruik. Daarvoor was veel minder handkracht noodzakelijk, kwam meer bluscapaciteit beschikbaar en kon dus met minder brandspuiten volstaan worden. Voor de stalling van de stoomspuiten nrs. 1 en 2 werd aan de St. Jakobsgracht een spuitenhuis gebouwd met opschrift: 1873 en Stoombrandspuit. Het aantal brandspuithuisjes voor de opslag van de handbrandspuiten werd teruggebracht tot acht:
- Spuit no. 3: Hooglandsche Kerkgracht (Herv. Weeshuis)
- Spuit no. 4: Houtstraat
- Spuit no. 5: Langestraat
- Spuit no. 6: Brandewijnsteeg (nu Vrouwenkerksteeg)
- Spuit no. 7: Maredijk
- Spuit no. 8: Heerensingel
- Spuit no. 9: Hooge Rijndijk
- Spuit no. 10: Bloemistenlaan

De buurtgewijze organisatie van de brandbestrijding kwam in Leiden al in 1865 met de instelling van de vrijwillige brandweerorganisatie aan een einde. Wel was de brandbestrijding nog gedurende lange tijd een zaak van vrijwilligers en bleven brandspuithuisjes een onderdeel van de brandbestrijding.
De eerste echte brandweerkazerne in Leiden kwam in 1936 tot stand aan de Langebrug 56 (bijzonder genoeg op de plek van de in 1933 afgebrande Petruskerk). De beroepsbrandweer werd pas in 1943 ingesteld.

## Galerij

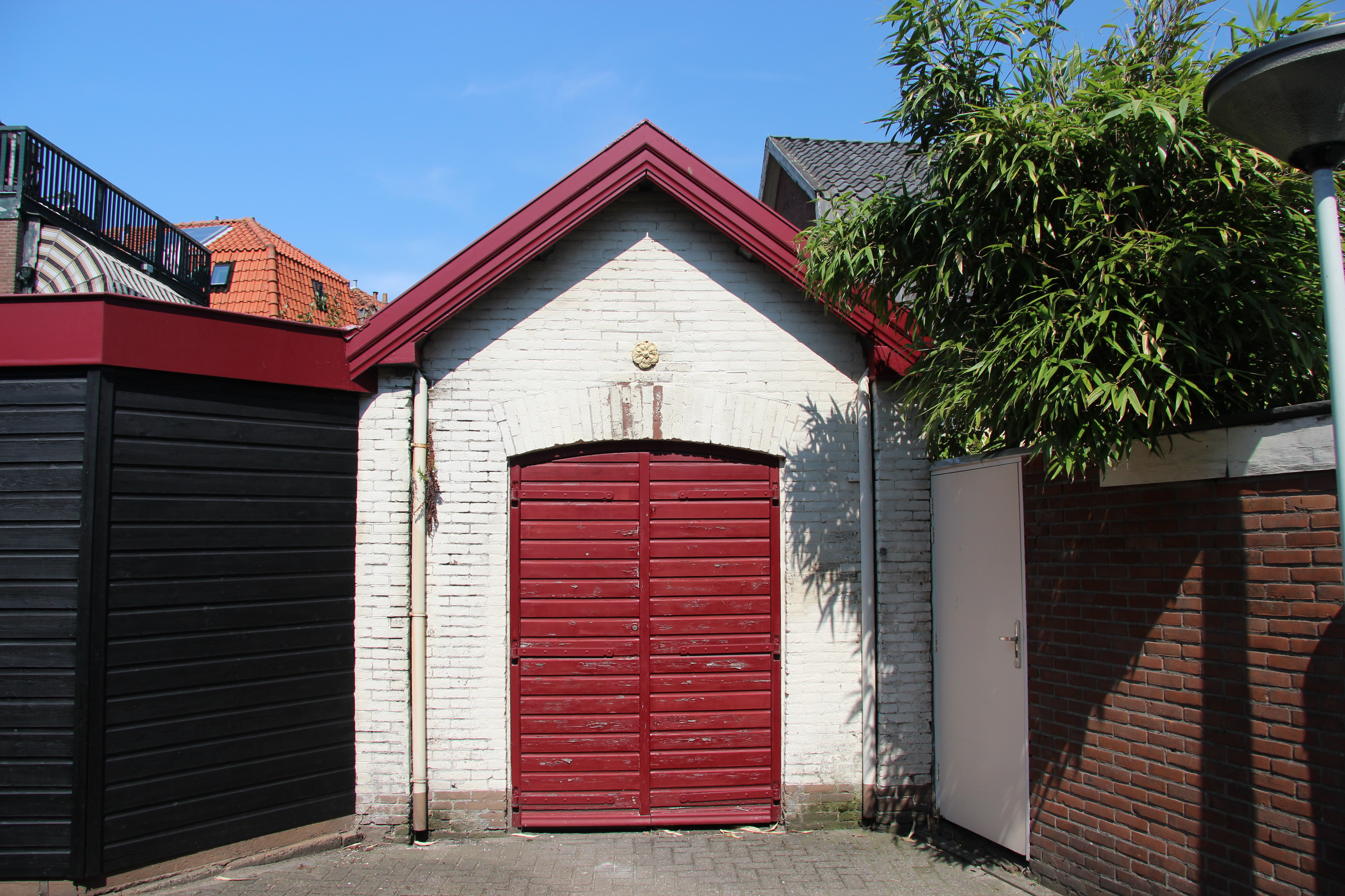
Het brandspuithuisje aan de Bloemistenlaan
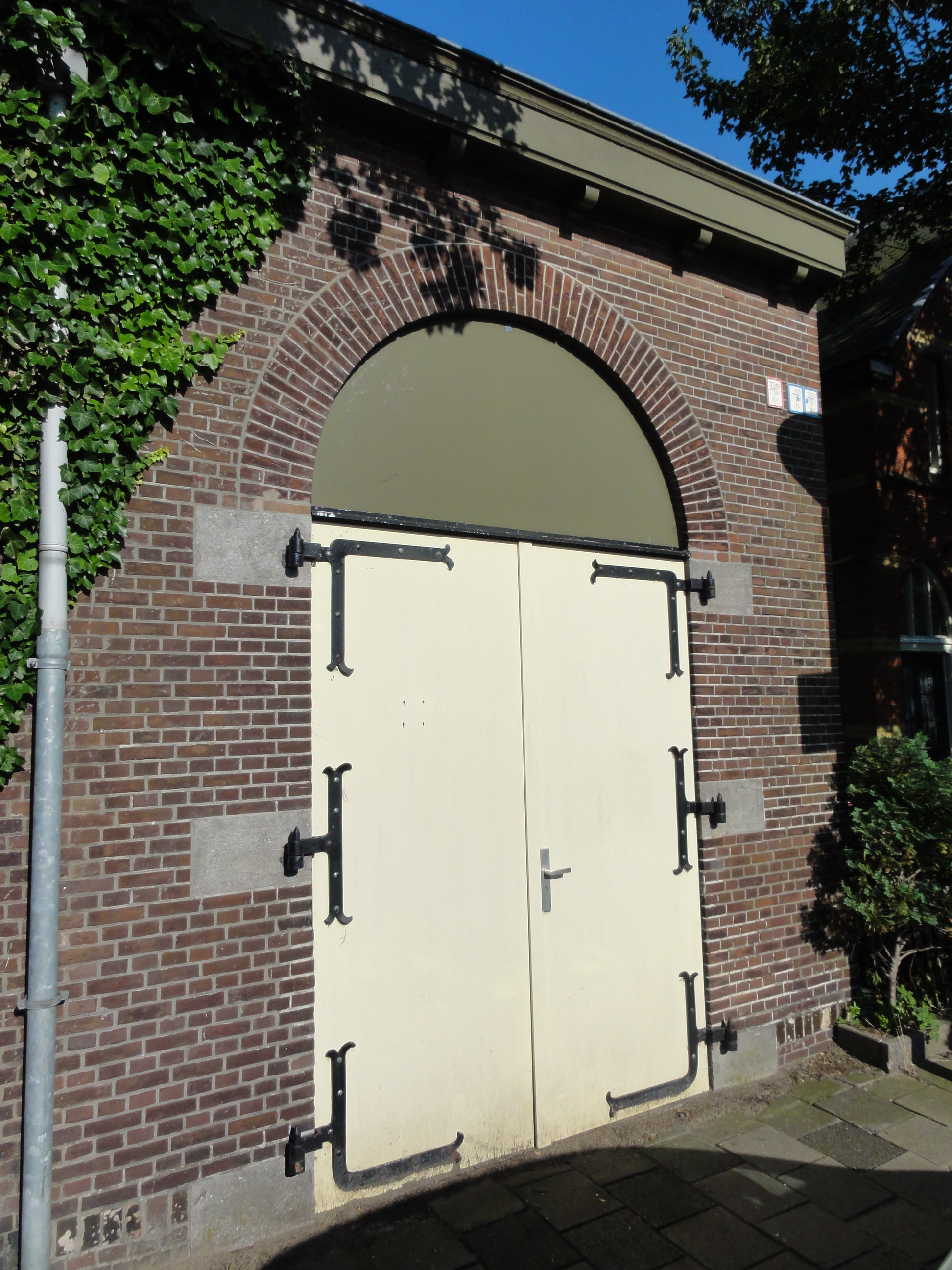
Het brandspuithuisje aan de Hugo de Grootstraat is in gebruik bij een kinderopvang
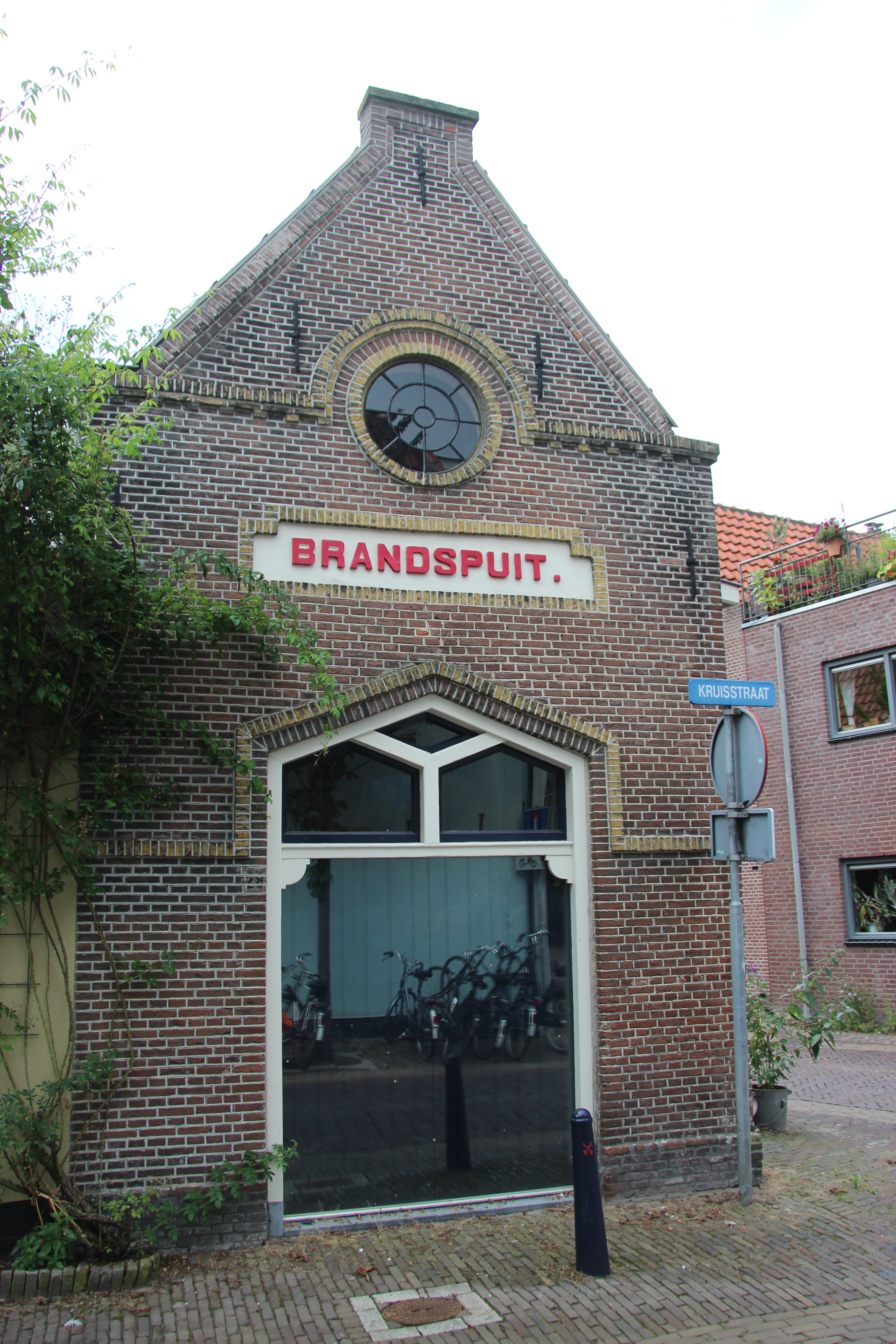
Het brandspuithuisje aan de Kruisstraat is nu particulier eigendom en in gebruik als kantoorruimte
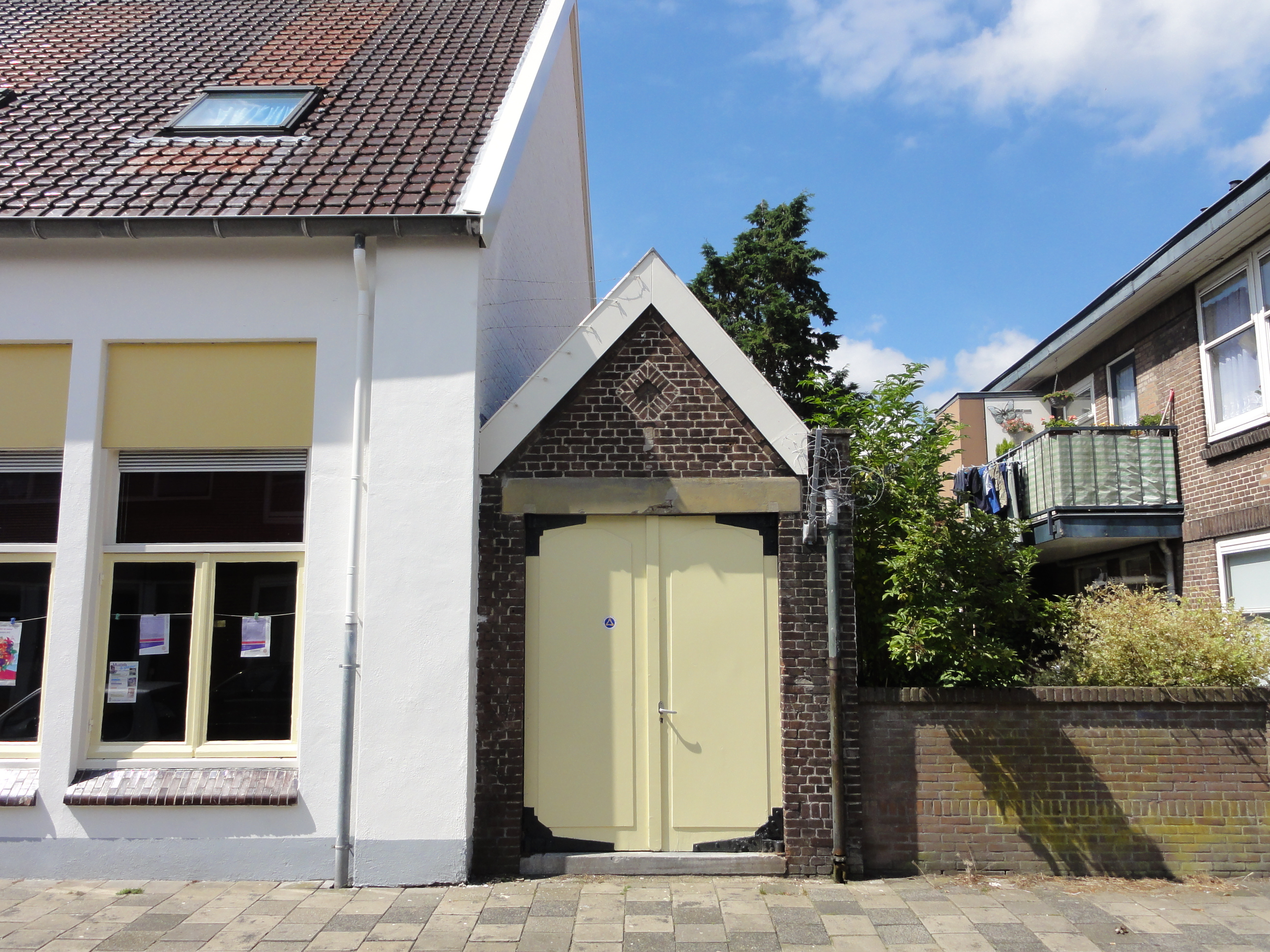
Het brandspuithuisje aan de Oosterstraat
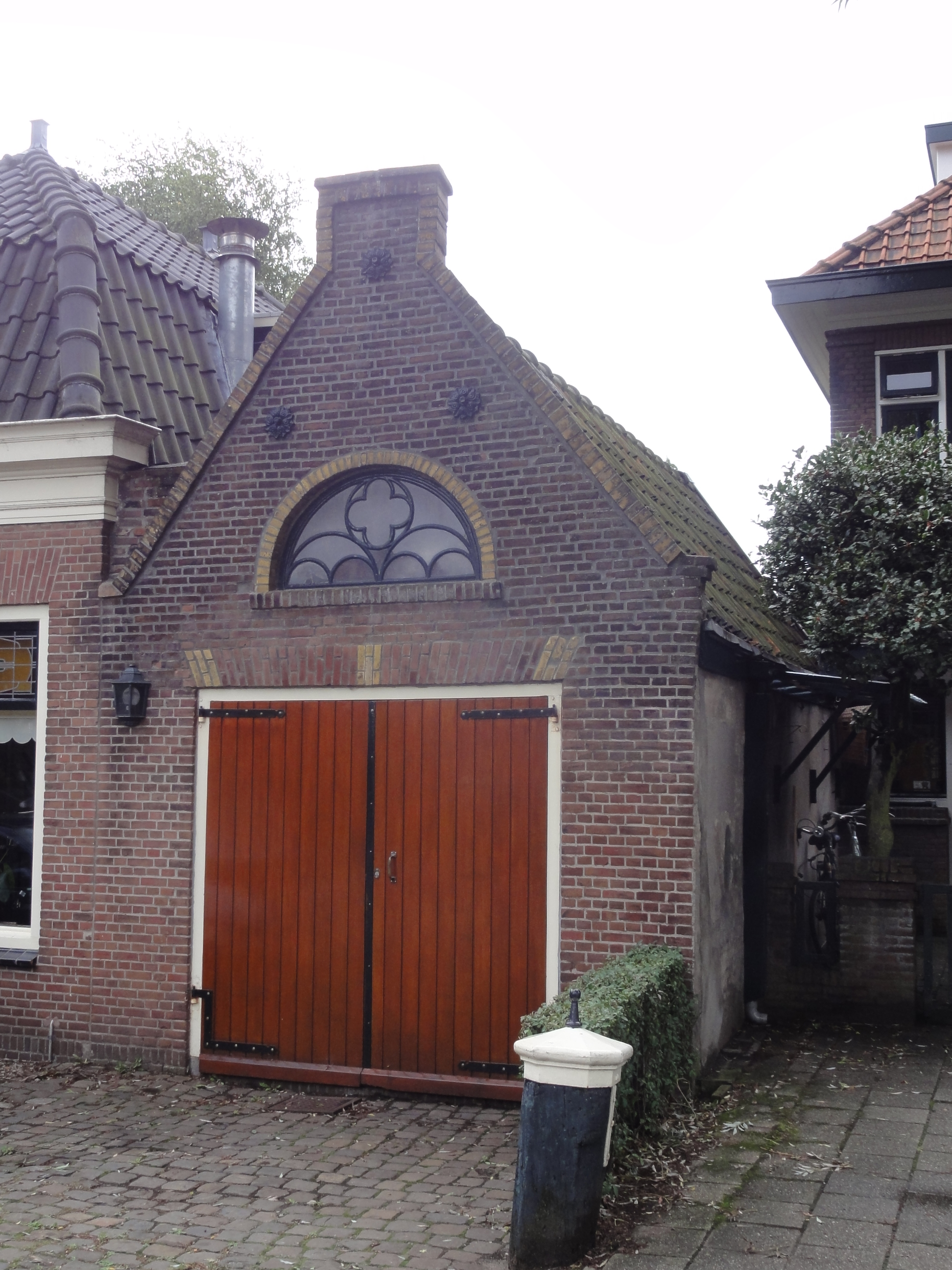
Het brandspuithuisje aan de Rijn- en Schiekade is nu een garage
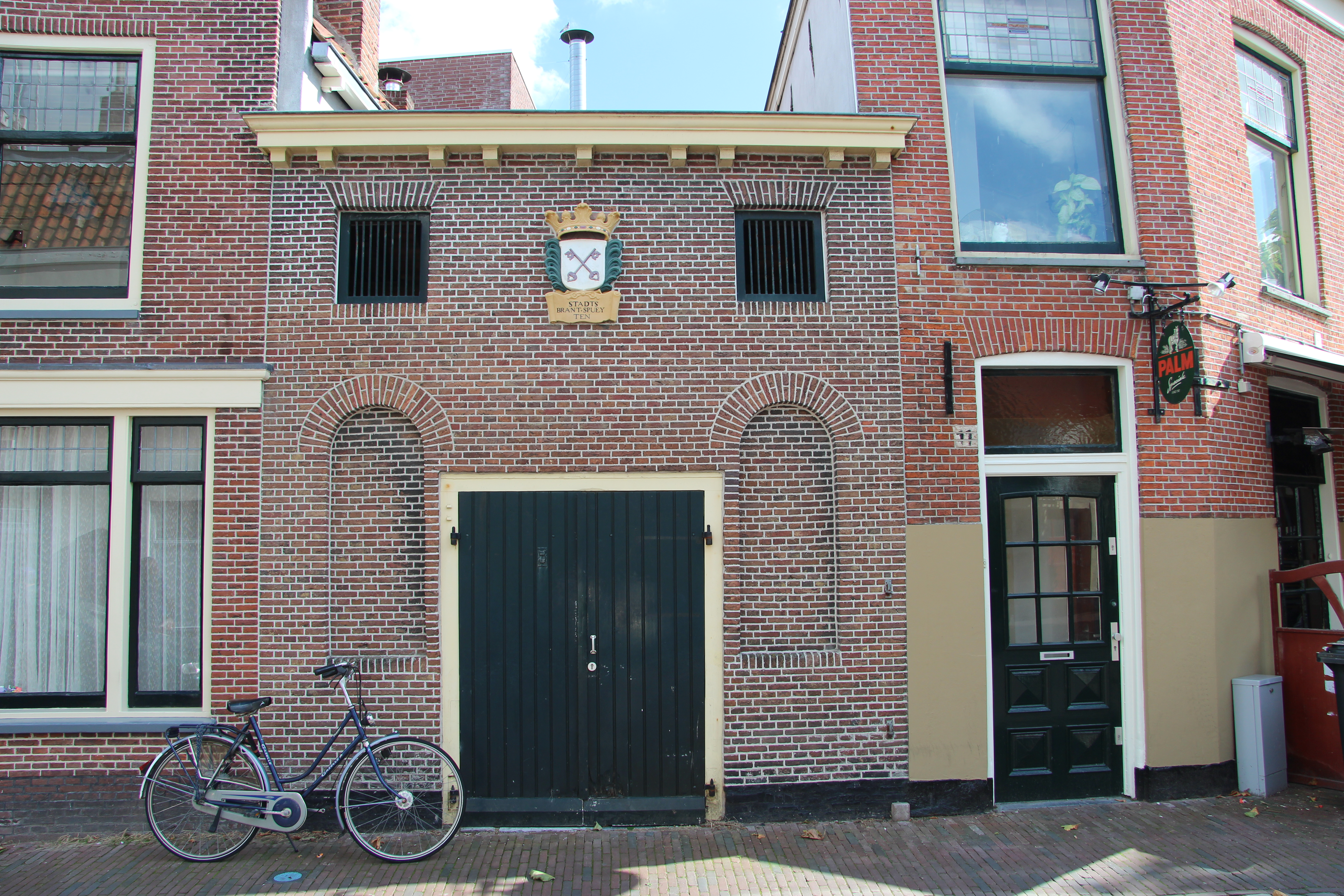
Het brandspuithuisje aan de Vrouwenkerksteeg is in gebruik als opslagruimte; het heeft de status van rijksmonument